# Lost Luggage
Lost luggage är ett actionspel utvecklat och släppt 1982 för Atari 2600 av Texas-baserade studion games by Apollo. Spelaren styr skycaps som arbetar på en flygplats och försöker att samla in bitar av bagage som faller ovanför från en rasande bagage band. Ett läge för två spelare, där den andra spelaren styr riktningen bagage faller i, är också tillgängligt.

## Upplägg
Lost luggage är ett action-spel där spelaren styr arbetare som försöker att samla fallande bagage från ett vilt oförutsägbart bagagesystem. syftet är att samla in alla resväskor som faller från karusellen innan de träffar marken. Spelaren börjar med tre resväskor, som fungerar som liv, och när en resväska träffar golvet, förlorar spelaren ett liv. Om alla spelare resväskor går förlorade, blir det game over.
Det finns två svårighetsgrader, och beroende på svårigheten vald, kan spelarna kontrollera en arbetare eller två på en gång. Det finns också ett två-spelare läge, ett konkurrenskraftigt läge där den andra spelaren styr inriktningen av det flygande bagaget. ett "super läge", med "terrorist resväskor", det läget kommer att orsaka att svarta resväskor visas blandat med reguljärt bagage. Dessa svarta resväskor kommer att orsaka att spelet omedelbart slutar om de vidrör golvet, oberoende av spelarens aktuella antalet insamlade resväskor.

## Utveckling
Programmeraren Ed Salvo blev inspirerad att göra Lost Luggage när han väntade på sitt bagage på Dallas/fort International Airport, och spelet tog cirka fyra veckor att göra. Recensenter kritiserade spelet för att det liknar Activision spelet Kaboom!—vilket i sig är baserad på Avalanche
Lost Luggage har utvecklats av Games by Apollo, ett spelstudio baserad i Richardson, Texas, som inriktade spelet på människor som reste regelbundet, i tron att de skulle gilla dess innehåll. Vid tiden för Lost luggage utveckling hade företaget fem personer anställda. spelet skapades av programmeraren Ed Salvo. Han hade varit på Dallas/Fort worth International Flygplats, och då hade han kommit på spelets idé. Senare, Salvo diskuterade konceptet av spelet med Roper, och de kom upp med idén att ha karusell "spyr onämnbara."

## Mottagande
| Mottagande      | Mottagande      |
| Recensionsbetyg | Recensionsbetyg |
| Publikation     | Betyg           |
| --------------- | --------------- |
| Allgame         | 2/5             |